# 陸逸軒
陸逸軒（英語：Eric Lu，1997年12月15日—），台灣裔美國钢琴家。

## 生平
陸逸軒的父親來自台灣高雄，母親來自中國上海，皆從事電腦工作。小時候母親帶他去見姐姐的鋼琴老師，讓他愛上鋼琴。
六歲開始陸續接受中國中央樂團的楊鏡釧、中國鋼琴家殷承宗指導。後進入新英格蘭音樂院預備學校，師事喬治亞鋼琴家柯桑提亞與鋼琴家李維拉（A. Ramón Rivera）。2013年，他進入美國費城知名的柯蒂斯音樂學院，師從美國鋼琴家比斯和羅伯特‧唐納德（Robert McDonald）。
曾師事越南知名鋼琴家鄧泰山七年，他形容在其門下學習「每次回到家都非常疲累，不是身體上的累，而是我的準備都被老師批評得體無完膚。他的音樂境界之高，我只能以更多的練習完成他要求的細膩。」陸逸軒自承欣賞的鋼琴家包括俄國鋼琴家索柯洛夫、羅馬尼亞鋼琴家魯普、烏克蘭鋼琴家吉利爾斯等。

## 獲獎與榮譽
- 德國埃特林根國際鋼琴比賽青少年組冠軍，2010年
- 美國明尼蘇達州e-Piano國際賽冠軍、舒伯特大獎，2013年
- 國際青少年蕭邦鋼琴大賽（莫斯科舉行）冠軍，2014年
- 美國蕭邦鋼琴大賽（邁阿密舉行）冠軍，2015年
- 波蘭華沙蕭邦國際鋼琴大賽第4名，2015年
- 德國國際鋼琴大賽（法蘭克福舉行）冠軍、觀眾獎，2017年
- 英國里茲國際鋼琴大賽冠軍，2018年

## 外部連結
- 陸逸軒的Facebook專頁